# ستيرلينغ غيتس
ستيرلينغ غيتس (بالإنجليزية: Sterling Gates)‏ هو كاتب أمريكي، ولد في 1 مارس 1981 في تلسا في الولايات المتحدة.

## وصلات خارجية
- ستيرلينغ غيتس على موقع IMDb (الإنجليزية)
- ستيرلينغ غيتس على موقع قاعدة بيانات الفيلم (الإنجليزية)